# Christianus Lupus

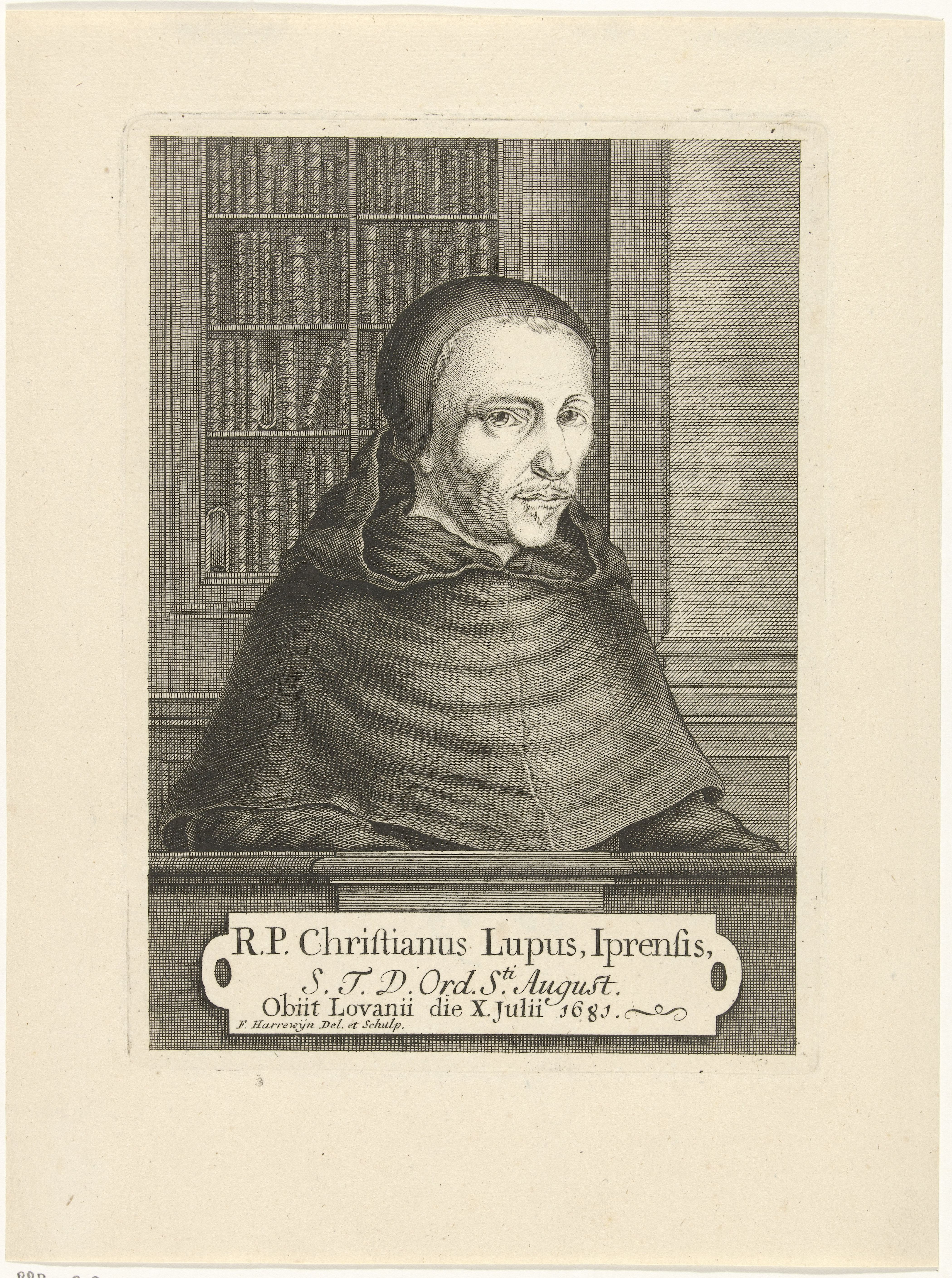
Portret ten halven lijve naar rechts van de monnik en godgeleerde Christianus Lupus voor een boekenkast. Onder zijn portret een plint waarop zijn gegevens in drie regels in het Latijn.

Christianus Lupus of Christiaan (de) Wulf (Ieper, 23 juli 1612 – Leuven, 10 juli 1681) was een augustijner monnik en professor theologie (1640-1646; 1652-1655; 1666-1681) aan de universiteit van Leuven, in de Spaanse Nederlanden.

## Levensloop
Hij werd geboren als zoon van Christiaan Wulf en Francisca Couvoet in Ieper, in het graafschap Vlaanderen in de Spaanse Nederlanden. Na zijn middelbare studies bij de Jezuïeten in Ieper trad hij als 15-jarige in bij de Augustijnen in Ieper. Hij volgde 2 jaar filosofie bij de Augustijnen in Gent en vervolgens 4 jaar theologie aan de universiteit van Leuven, in Spaans-Brabant. In 1635 werd Lupus tot priester gewijd. Hij gaf les in filosofie aan de jonge Augustijnen in het klooster in Brussel en in Keulen. In Keulen geraakte hij in conflict met Fabio Chigi, pauselijke nuntius en de latere paus Alexander VII. Chigi vond zijn lessen te polemisch. 

### Leuven

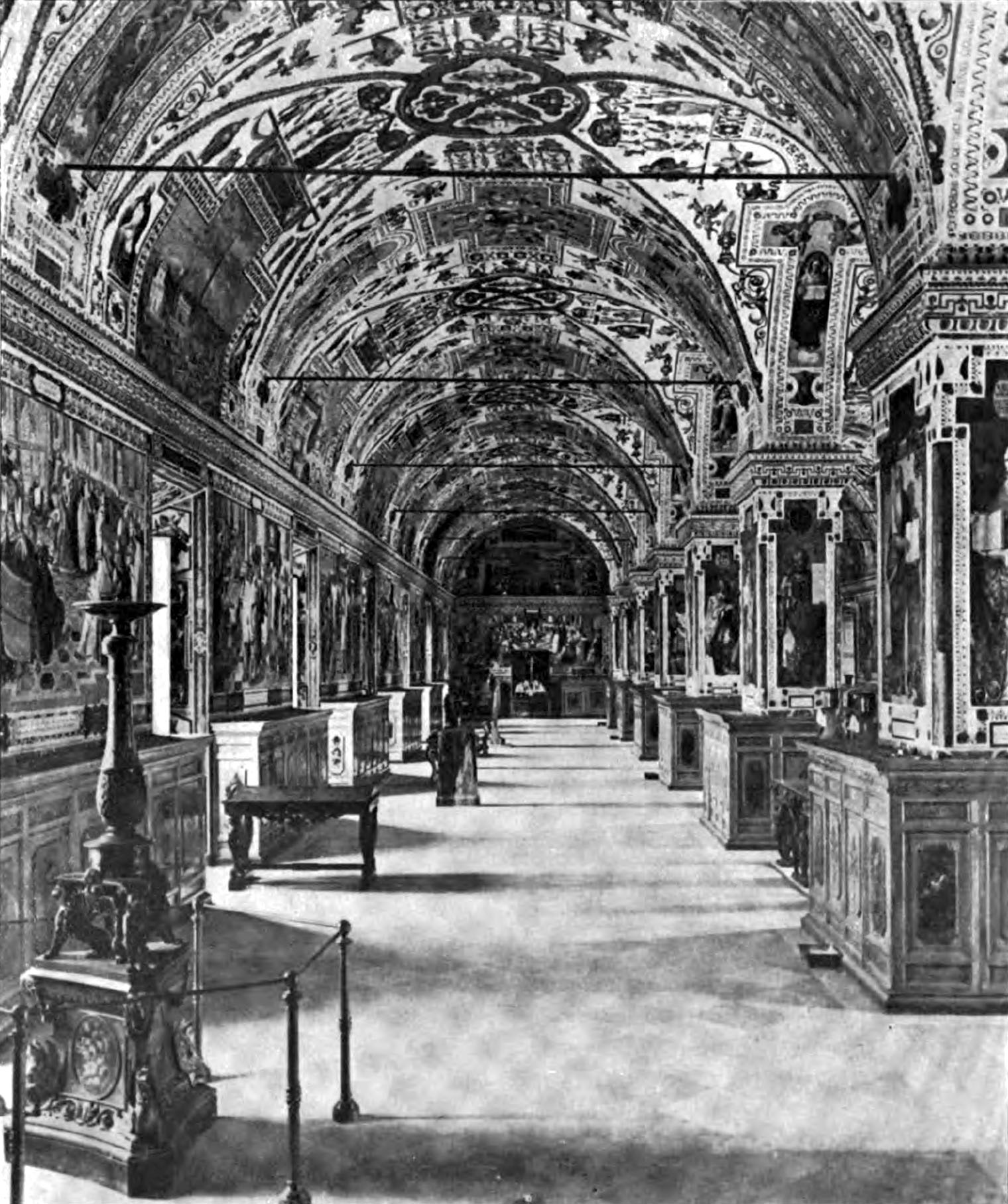
Vaticaanse Bibliotheek, waar Lupus opzoekingswerk verrichtte.

In 1640 stuurden de Augustijnen van Keulen de controversiële Lupus weg naar Leuven, waar hij professor in de theologie werd. Het Augustijnenklooster van Leuven was immers verbonden met de universiteit van Leuven. In 1642 behaalde Lupus de graad van licentiaat in de filosofie. Lupus wou verder studeren tot doctor in de theologie, maar dit werd hem belet door de pauselijke internuntius in Brussel, Antonio Bichi. Bichi was een neef van nuntius Chigi. Bichi verdacht Lupus ervan een jansenist te zijn, wat leidde tot zware tegenkanting tegen zijn lessen.

### Eerste verbanning uit Leuven
In 1646 moest Lupus Leuven verlaten. Hij trok eerst naar zijn geboortestad Ieper, bij de Augustijnen aldaar (1646) en nadien naar de Augustijnen in Dowaai (1649).

### Leuven
In 1652 werd hij hersteld in zijn ambt van professor theologie in Leuven. Hiermee lukte het hem zijn doctoraat te behalen in de theologie. Maar de nieuwe internuntius in Brussel, Andrea Mangelli, liet hem van de universiteit verwijderen, omwille van blijvende verdenking van jansenisme (1655). Het was het jaar dat Fabio Chigi uit Keulen verkozen werd tot paus Alexander VII. 

### Tweede verbanning uit Leuven
Ditmaal moest de paus het dispuut in Leuven beslechten. Paus Alexander VII kende Lupus en beval zijn verhuis naar Rome. Lupus verbleef er, onder direct gezag van de paus. De Romeinse Curie en de paus konden hem niet betrappen op jansenistische uitspraken; meer nog, Lupus, kwam in de gratie van paus Alexander VII. Lupus bleef werken in de kerkelijke archieven. Hij bestudeerde concilies en synoden op basis van documenten uit de Vaticaanse bibliotheek. Ook kardinaal Angelo Rocca opende zijn bibliotheek voor Lupus. 

### Leuven
In 1666 keerde Lupus feestelijk terug naar Leuven. Hij was vrijgesproken van jansenisme en kreeg een plechtig onthaal in de Sint-Pieterskerk, omwille van zijn door de paus benoemde professoraat in de theologie. Hij bekleedde ook de leerstoel Regius (wat betekent vanwege de koning van Spanje) aan de universiteit, na benoeming door Farnese, landvoogd der Spaanse Nederlanden. Lupus las en studeerde 14 uur per dag. Vanaf 1681 was Lupus decaan van de faculteit theologie. Hij combineerde dit met bestuursfuncties in de orde der Augustijnen. Tijdens een verblijf in Rome veroordeelde paus Innocentius XI 65 foute stellingen van jansenisten, die Lupus had opgesteld. Lupus kreeg de bijnaam bibliotheca ambulans of wandelende bibliotheek. Hij overleed in het Augustijnerklooster in Leuven in 1681.

## Werken
Lupus publiceerde de volgende theologische en kerkhistorische werken:
- Quaestio apologetica an ovum foecundum anima sensitiva informetur?sitque brutum verumque animal? (Keulen, 1639)
- Prodidagmata philosophica toti philosophiae praeambula (Keulen, 1640 en Brussel 1640[6]). Dit is een handboek voor universitaire studies in de filosofie.[7]
- Apologia pro anima sensitiva ovi (Leuven, 1641)
- Quaestio quodlibetica de origine Eremitarum, Clericorum ac Sanctimonialium Sancti Augustini (Dowaai, 1651)
- Synodorum generalium ac provincialium decreta et canones scholiis et notis illustrati (Leuven 1665), 5-delig werk met materiaal uit de Vaticaanse bibliotheek
- Dissertatio dogmatica de germano ac avito sensu Sanctorum Patrum universae semper Ecclesiae ac Sacrosanctae praesertim Tridentinae Synodi circa christianam contritionem (Leuven, 1666)
- Epistola familiaris (Leuven, 1667), naast meerdere andere brieven van zijn hand
- Exhibitio sacrorum canonum circa jus regularium ecclesiarum quoad praedicationem divini Verbi (Leuven, postuum 1674)
- Dissertatio de Sanctissimi Sacramenti publica expostione et de sacris processionibus, in quibus circumfertur cum sacris Sanctorum reliquiis et imaginibus venerabile Altaris Sacramentum (Luik, postuum 1681)
- Scholia et notae ad variorum Patrum epistolas concernentes acta Ephesini et Chalcedonenses Concilii, nuperrime repertas in bibliotheca celeberrima monasterii Cassinensis et nunc primum editas (Leuven, postuum 1682)
- Opuscula posthuma hactenus inedita et edita (Brussel, postume publicatie van verzamelde tractaten, 1690)
- Opera omnia, in 12 delen (Venetië, postuum 1724-1729)
- Opera omnia, deel 13 (Bologna, postuum in 1742)
- Summum Romanae Apostolicae Sedis privilegium quoad evocationes ac appellationes Germanicas, Belgicas, Angelicas etc (Bologna, postuum in 1742 dus meer dan 60 jaar na zijn overlijden)

- Bibsys: 14066555
- Bibliothèque nationale de France: cb16950641t (data)
- Biografisch Portaal: 01533804
- Catàleg d'autoritats de noms i títols de Catalunya: 981058609221306706
- Digitale Bibliotheek voor de Nederlandse Letteren: lupu002
- Gemeinsame Normdatei: 100172849
- International Standard Name Identifier: 0000 0001 2129 2610
- Library of Congress Control Number: n2001062488
- Nationale Bibliotheek van Tsjechië: ola2011663303
- Nederlandse Thesaurus van Auteursnamen: 075175487
- Istituto Centrale per il Catalogo Unico: RAVV108453
- Système universitaire de documentation: 129680826
- Virtual International Authority File: 39718783
- WorldCat: E39PBJpV9cJRQT8g9QGPq7kRrq